# Saint-Hilaire-la-Croix
Saint-Hilaire-la-Croix är en kommun i departementet Puy-de-Dôme i regionen Auvergne-Rhône-Alpes i centrala Frankrike. Kommunen ligger i kantonen Combronde som tillhör arrondissementet Riom. År 2022 hade Saint-Hilaire-la-Croix 372 invånare.

## Befolkningsutveckling
Antalet invånare i kommunen Saint-Hilaire-la-Croix
| Referens: INSEE |